# End zone

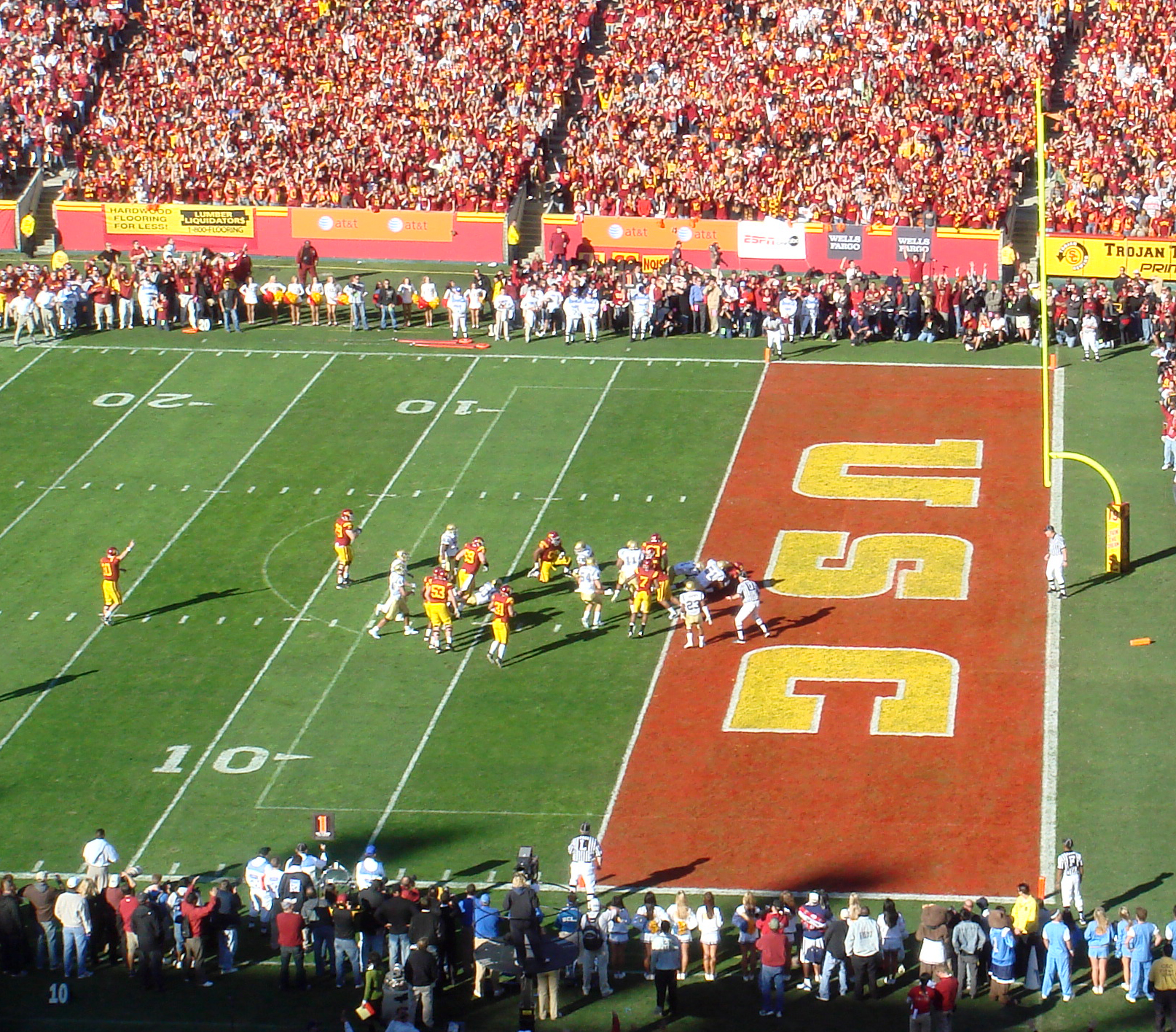
Um jogador corre com a bola até a área avermelhada, a end zone, marcando assim um touchdown durante um jogo universitário.

A end zone é um termo usado no futebol americano (NFL) e no futebol canadense (CFL). A end zone é a área entre a end line e a goal line delimitada pela linha lateral. É na endzone que se marca o touchdown, e outras formas  de pontuação. Há duas end zones, que ficam em lados opostos do campo. Ela é limitada por uma linha branca com os pylons (estacas que delimitam a largura da end zone) laranjas em cada um dos quatro cantos para ajudar a visualização. No Canadá é usado o termo goal area ao invés de end zone, mas ambos são utilizados sem problemas.